# سرگی پترنکو
سرگی پترنکو (اوکراینی: Сергій Володимирович Петренко؛ زادهٔ ۸ دسامبر ۱۹۵۶) قایقران کانو اوکراینی‌تبار اهل شوروی بود.
وی در مسابقات کشوری و بین‌المللی در مجموع برندهٔ ۵ مدال طلا، ۳ مدال نقره، ۱ مدال برنز شده‌است.